# Municipio de San Martín Huamelúlpam
El municipio de San Martín Huamelúlpam es uno de los 570 municipios del estado mexicano de Oaxaca. Su cabecera es la localidad de San Martín Huamelúlpam.

## Geografía
El municipio de San Martín Huamelúlpam colinda al norte con el municipio de San Pedro Mártir Yucuxaco; al este con los municipios de Santiago Yolomécatl y Santa Cruz Tayata; al sur con los municipios de Santa María del Rosario y Santiago Nundiche; y al oeste con el municipio de San Juan Ñumí.

## Localidades
El municipio de San Martín Huamelúlpam cuenta con once localidades.
| Localidad              | Población (2020) |
| ---------------------- | ---------------- |
| Totonundoo             | 278              |
| Tercera Sección        | 173              |
| Guadalupe              | 152              |
| San Martín Huamelúlpam | 114              |

## Gobierno
El municipio de San Martín Huamelúlpam se rige mediante el sistema de usos y costumbres.
| Presidente municipal       | Periodo   |
| -------------------------- | --------- |
| Alejandrino Pérez Bautista | 1996-1998 |
| Esteban Reyes Reyes        | 1999-2001 |
| Adolfo Pérez Santiago      | 2002-2004 |
| Justino López Santiago     | 2005-2007 |
| Eloy Santiago López        | 2008-2010 |
| Delfino Miguel Cruz        | 2011-2013 |
| Carlos Reyes Santiago      | 2014-2016 |
| Delfino Miguel Cruz        | 2017-2019 |
| Juan Pérez Hernández       | 2020-2022 |
| René Reyes López           | 2023-2025 |